# Фабрицио Барбаца
Фабрицио Барбаца (на италиански: Fabrizio Barbazza) е бивш пилот от Формула 1, роден на 2 април 1963 г. в Монца, Ломбардия, Италия.
През своите юношески години е мотокрос състезател, след това се състезава с едноместни болиди. През 1987 г. е обявен за новак на годината в американските КАРТ серии. През 1991 г. дебютира във Формула 1 за отбора на АГС, като не се класира нито веднъж за състезание. През 1993 г. се връща във Формула 1 и кара за Минарди, където участва в 8 състезания и спечелва 2 точки. През 1995 г. претърпява сериозна катастрофа и с това на практика кариерата му приключва.
Барбаца е собственик на картинг писта в Италия.